# Cradle-to-Cradle
Cradle-to-Cradle (укр. Від колиски до колиски, скор. C2C) — концепція, заснована на ідеї безвідходних систем виробництва, що не завдають шкоди навколишньому середовищу . Іншими словами, система Cradle-to-Cradle® пропонує промисловій сфері перейти на безвідходну діяльність, в рамках якої здійснювалося б не тільки максимально ефективне використання природних ресурсів і вже вироблених речовин і матеріалів, а й підтримувалася б безперервність їх циклу. Така система допомагає захищати і збагачувати природне середовище, зменшуючи екологічний слід .
Ідею концепції видно в самій назві, яка утворена в результаті гри слів. В англійській мові є стійкий вираз «cradle-to-grave» (укр. Від колиски до могили), що вживається для характеристики процесу, що розвивається лінійним шляхом. Cradle-to-Cradle, в свою чергу, символізує циклічність процесу. Цикл товару, наприклад, можна забезпечити переробкою його складових, коли товар піддається утилізації . «Колискою» ж метафорично називається природа, в якій принципово не буває відходів .